# CSI: Hard Evidence
CSI: Hard Evidence — видеоигра, основанная на телесериале C.S.I.: Место преступления. Это пятая выпущенная игра по данному телесериалу, включая CSI: Miami.
Как и в предыдущих играх по CSI, в Hard Evidence есть пять различных дел. Тем не менее, игра включает в себя улучшения из CSI: 3 Dimensions of Murder, такие 3D-места преступления. Голос Сары Сайдл снова исполняет дублёр (Кейт Сэвидж), а не Джорджа Фокс. Кэтрин Уиллоуз также заменена звуковым аналогом в этой игре, с Эди Мирман в роли Марг Хелгенбергер.
Это первая консольная игра от Telltale Games, выпущенная параллельно с версией для ПК. Это первая игра для Xbox 360 и Wii от Telltale. Версия для Mac OS X была позже выпущена TransGaming, используя их технологию Cider.

## Дела

### Дело 1: Сгорает по тебе
Таксист заживо сожжён в своём автомобиле. В этом деле игрок работает с Ником Стоуксом.
В ходе расследования выяснилось, что убитый был расистом и имел судимость. Улики указывают на бездомного мужчину из Аризоны и двух женщин, состоящих в отношениях, одна из которых была на выпускном жертвы и подвергалась преследованию в течение двух недель.

### Дело 2: Двойной удар
Женщине неоднократно наносят ножевые ранения дома, но она выживает, хоть и не знает, кто напал на неё. Игрок в этом деле работает с Кэтрин Уиллоуз.
Улики свидетельствуют о том, что жертва заключила контракт со стареющим магнатом афроамериканского происхождения. В договоре говорилось, что пострадавшая станет суррогатной матерью для пожилого богача. Однако, выяснив, что муж вовсе не знал о соглашении, главными подозреваемыми становятся магнат и его жена. Это дело также может быть воспроизведено как шестое дело CSI: 3 Dimensions of Murder в версии для PlayStation 2.

### Дело 3: Шок-рок
Поражённые электричеством тела четырёх членов рок-группы Bullet Train найдены на сцене. Игрок в этом деле работает с Уорриком Брауном.
У каждого члена группы, кроме молодой певицы, есть собственная запись. Подозреваемые: звукорежиссёр группы, вторая финалистка в отборе на вакантное место певицы, ненавистный менеджер группы и экс-певица Bullet Train, которая также является бывшей женой ведущего гитариста.

### Дело 4: В ваших глазах
Глазной хирург из Индии был жестоко убит в собственном доме. В этом деле игрок работает с Грегом Сандерсом.
Единственный свидетель — его слепая супруга. После осознания неправдоподобности алиби жены, она становится подозреваемой наряду с деловым партнёром убитого и со своей дочерью, которую жертва заставляла вступить в брак с нелюбимым человеком.

### Дело 5: Миротворец
В музее произошла ожесточённая перестрелка, где погиб молодой продавец. Игрок в этом деле работает с Гилом Гриссомом.
Парень, найденный на месте преступления, признается, что убийство совершил он. Однако вскоре появляются доказательства того, что это работа его братьев-близнецов. Дело включает в себя персонажей из дела «Шок-рок».

## Отзывы
| Сводный рейтинг       | Сводный рейтинг | Сводный рейтинг | Сводный рейтинг |
| Издание               | Оценка          | Оценка          | Оценка          |
| Издание               | PC              | Wii             | Xbox 360        |
| --------------------- | --------------- | --------------- | --------------- |
| GameRankings          | 69,20 %         | 51,75 %         | 43,54 %         |
| Metacritic            | 63/100          | 49/100          | 48/100          |
| Иноязычные издания    |                 |                 |                 |
| Издание               | Оценка          | Оценка          | Оценка          |
| Издание               | PC              | Wii             | Xbox 360        |
| Eurogamer             | N/A             | N/A             | 4/10            |
| Game Informer         | N/A             | N/A             | 4/10            |
| GameSpot              | 5,5/10          | N/A             | 5,5/10          |
| IGN                   | 6,1/10          | 5,8/10          | 6,1/10          |
| Nintendo World Report | N/A             | 2,5/10          | N/A             |
| ONM                   | N/A             | 60 %            | N/A             |
| OXM                   | N/A             | N/A             | 7/10 3/10       |
| PC Gamer (US)         | 73 %            | N/A             | N/A             |
| 411Mania              | N/A             | 4,3/10          | 4/10            |
| Adventure Gamers      | [ 19 ]          | N/A             | N/A             |

CSI: Hard Evidence критики встретили неоднозначно, а обозреватели назвали повторяющийся игровой процесс и отсутствие испытания в качестве основных недостатков. Также было отмечено, что мало внимания уделяется реализации интересных достижений для версии Xbox 360. GameRankings и Metacritic дали игре 69 % и 63 из 100 за версию для ПК; 44 % и 48 из 100 для версии X360; и 52 % и 49 из 100 для версии Wii.